# Bipinnula polysyka
Bipinnula polysyka är en orkidéart som beskrevs av Friedrich Fritz Wilhelm Ludwig Kraenzlin. Bipinnula polysyka ingår i släktet Bipinnula och familjen orkidéer. Inga underarter finns listade i Catalogue of Life.